# Grono
Grono (lokal lombardisk dialekt Gron ['grʊn]) är en ort och kommun i den italienskspråkiga regionen Moesa i kantonen Graubünden, Schweiz. Kommunen har 1 556 invånare (2023). Orten ligger i nedre delen av dalen Val Mesolcina, två kilometer norr om regionhuvudorten Roveredo.
I kommunen finns även orterna Leggia och Verdabbio som tidigare var självständiga kommuner, men som den 1 januari 2017 inkorporerades i kommunen Grono.